# Baulne-en-Brie
Baulne-en-Brie era una comuna francesa del departamento de Aisne, ubicado en la región de Alta Francia, que el 1 de enero de 2016 pasó a ser una comuna delegada de la comuna nueva de Vallées en Champagne al fusionarse con las comunas de La Chapelle-Monthodon y Saint-Agnan.

## Demografía
| Gráfica de evolución demográfica de Baulne-en-Brie entre 1800 y 2022 |
|                                                                      |

Los datos demográficos contemplados en este gráfico de la comuna de Baulne-en-Brie se han cogido de 1800 a 1999 de la página francesa EHESS/Cassini, y los demás datos de la página del INSEE.